# NGC 7766
NGC 7766 ist eine kompakte Galaxie vom Hubble-Typ C im Sternbild Pegasus am Nordsternhimmel. Sie ist schätzungsweise 372 Millionen Lichtjahre von der Milchstraße entfernt und hat einen Durchmesser von etwa 55.000 Lichtjahren. Gemeinsam mit NGC 7765, NGC 7767 und NGC 7768 bildet sie die Galaxiengruppe Holm 818.
Das Objekt wurde am 9. Oktober 1872 von Ralph Copeland entdeckt.